# 岩手県道271号姉帯戸田線
岩手県道271号姉帯戸田線（いわてけんどう271ごう あねたいとだせん）は、岩手県二戸郡一戸町と九戸郡九戸村を結ぶ一般県道である。

## 概要
一戸町小鳥谷地区と九戸・軽米・久慈方面を短絡する県道だが、面岸地区は幅員狭小のため大型車通行禁止である。

### 路線データ
- 起点：二戸郡一戸町姉帯字下村（岩手県道15号一戸葛巻線交点）
- 終点：九戸郡九戸村戸田字妻ノ神（国道340号交点）

## 地理

### 通過する自治体
- 二戸郡一戸町
- 九戸郡九戸村

### 交差する道路
- 岩手県道15号一戸葛巻線（起点）
- 国道340号（終点）